# Sílvio Pereira I
Sílvio Pereira I, às vezes Sylvio Pereira I, é um bairro do município brasileiro de Coronel Fabriciano, no interior do estado de Minas Gerais. Localiza-se no distrito Senador Melo Viana, estando situado no Setor 5. Segundo o censo demográfico de 2022, realizado pelo Instituto Brasileiro de Geografia e Estatística (IBGE), sua população era de 3 010 habitantes e havia 1 053 domicílios particulares permanentes ocupados.
De acordo com o IBGE, em 2010 a população era de 3 209 habitantes e havia 1 023 domicílios particulares.

## História
A área onde hoje está situado o bairro Sílvio Pereira I era ocupada originalmente pela "Fazenda Bom Jesus". As terras foram vendidas à Empreendimentos Novo Reno e posteriormente repassadas ao Instituto de Orientação às Cooperativas Habitacionais (Inocoop). Por meio do chamado Plano de Ação Imediata para Habitação (PAIH), foi construído o núcleo habitacional de casas populares composto por 24 quadras, criado em 19 de setembro de 1990, juntamente com o Sílvio Pereira II; outro setor do conjunto, do qual é separado apenas por um morro, onde hoje é o bairro Santa Rita.
Seu nome é uma homenagem a Sylvio Bartolomeu Pereira, filho de um dos pioneiros da cidade (coronel Silvino Pereira), ex-vereador e presidente da Câmara Municipal, que faleceu por problemas de saúde em 19 de junho de 1990.

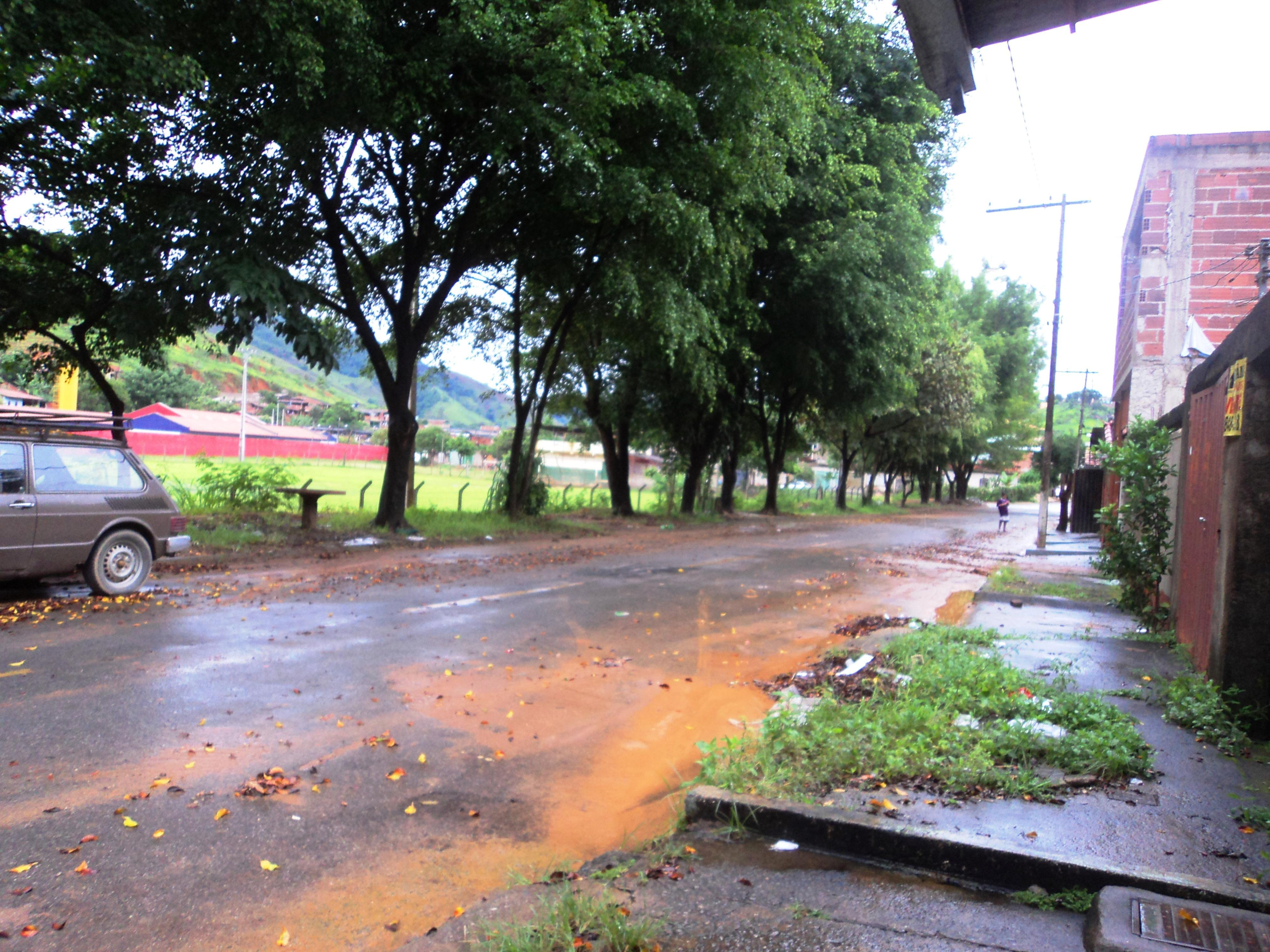
Rua Ponte Nova (antiga Rua 11), no entorno do campo do Sílvio Pereira I
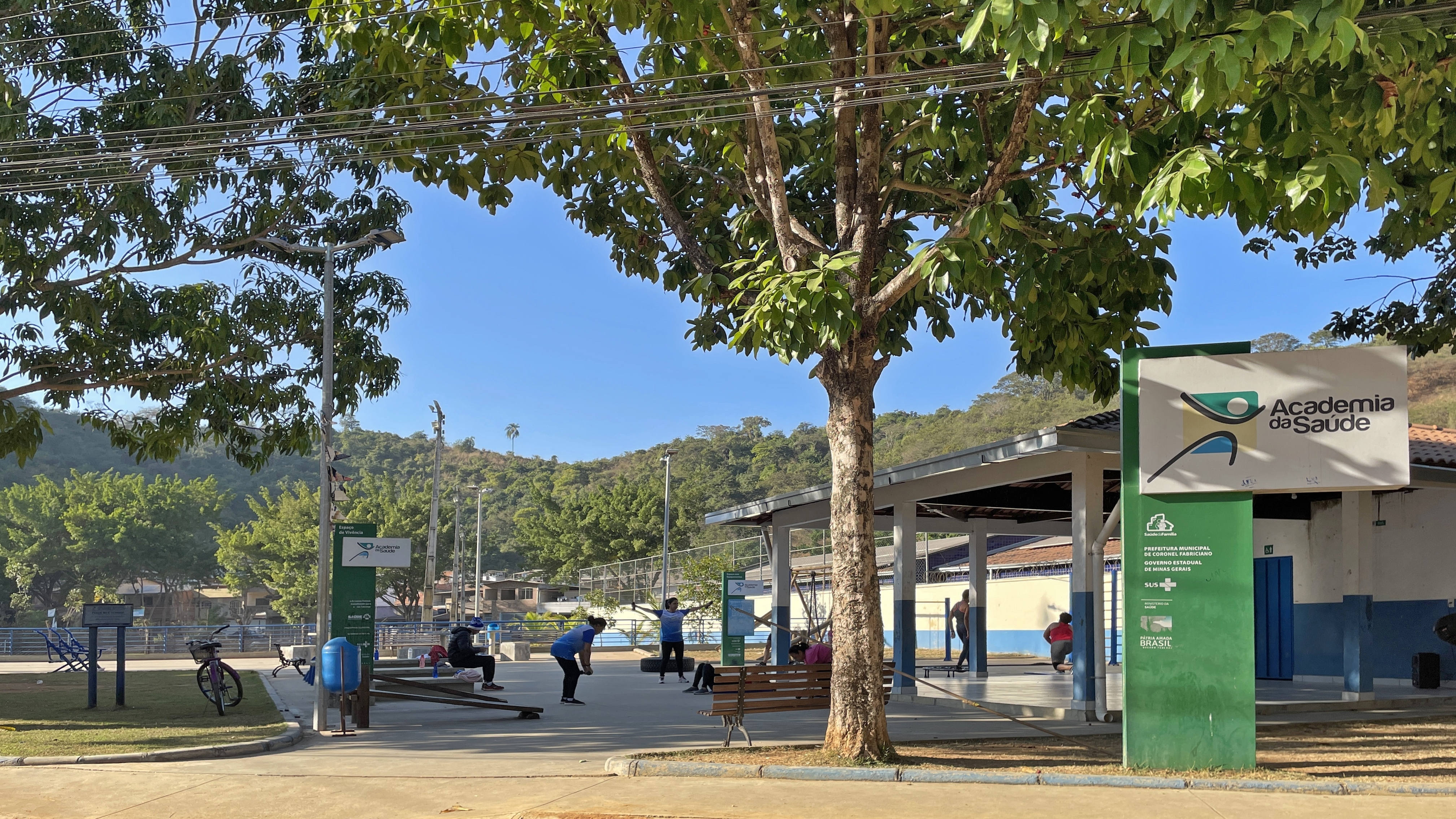
Área de lazer no campo do Sílvio Pereira I